# Shiori Teshirogi
Shiori Teshirogi (手代木史織) (Ishinomaki, 13 aprile 1978) è una fumettista giapponese. È nota soprattutto per il suo lavoro come disegnatrice e coautrice del manga I Cavalieri dello zodiaco - The Lost Canvas - Il mito di Ade insieme al creatore della serie originale Masami Kurumada. Da questo manga, è stata tratta nel 2009 un'omonima serie animata in OAV(incompleta e mai terminata) (titolo italiano I Cavalieri dello zodiaco - The Lost Canvas). Dal 2011 sta pubblicando una serie di volumi speciali del manga Lost Canvas dal titolo Saint Seiya - The Lost Canvas - Myth of Hades - Anecdotes.
Nel 2017, è stato annunciato che avrebbe fatto un manga Justice League per la rivista Champion Red. Il suddetto è terminato dopo solo 4 volumi a Maggio 2019.

## Opere
- Dear my Doll (1 tankōbon)
- Delivery (2 tankōbon)
- Kanojo ga Tonda Hi (1 tankōbon)
- Kyle[3] (Kieli: Shisha-tachi wa Arano ni Nemuru) (2 tankōbon)
- I Cavalieri dello zodiaco - The Lost Canvas - Il mito di Ade (manga) (25 tankōbon)
  - Saint Seiya - The Lost Canvas - Myth of Hades - Anecdotes (serie di volumi speciali dedicati ai Cavalieri d'Oro apparsi nella storia principale + capitolo speciale Yuzuriha Gaiden)
  - Saint Seiya - The Lost Canvas - Illustration (Artbook)
- Free - High Speed (2 tankōbon) 14 agosto 2015 [4]
- Batman e la Justice League (4 tankōbon), in Italia per Goen

### Come assistente
Aria (manga)